# 藤里美
藤 里美（ふじ さとみ、1948年〈昭和23年〉10月15日 - ）は、吉本新喜劇の元女優。高知県高知市出身。

## 芸歴・人物
1969年5月に吉本新喜劇に入団。それ以前は松竹新喜劇にいた。長らくブス役で人気を博す。体を張った演技で、マドンナ未経験のまま（単発はあるが継続的なものではなかった）。
1980年には副座長級まで上り詰めた。

## ギャグ
お約束でブスいじりされる役が多く、泣いたり、投げられたり、お尻を噛まれたりなど受け役のギャグ多数。

## 出演

### TV
- モーレツ!!しごき教室（MBS）
- 笑って笑って30分(ABC)
- 吉本コメディ（読売テレビ）